# Trieri Thegan
Trieri Thegan vagy Degan (800 előtt – 850 körül) latin nyelven író középkori frank származású római katolikus klerikus, a Gesta Hludowici imperatoris, azaz Jámbor Lajos életrajzának a szerzője.

## Élete
Életéről nagyon keveset tudunk: talán a Rajna és a Moselle vidékéről származott, valószínűleg Lorsch kolostorában kapott képzést. 825-ben a trieri püspök kísérője volt, és valószínűleg a bonni Szent Cassius-kolostor elöljárója, praepositusa. Walafridus Strabo barátja volt, magától származik a Gesta elnevezése (Gesta et Laudes Hludowici imperatoris – Lajos császár viselt dolgai és dicsőítése), valamint a Gesta fejezetekre osztása.
Fennmaradt még néhány költeménye, és egy Hattó nevű rajnai grófhoz írt levele, aki ki akarta békíteni egymással Jámbor Lajost és annak fiát Német Lajost valamikor a 830-as években - Thegan az eseményeket a Gestában is megörökíti.
Valamikor 848 és 853 között halt meg, március 20-án.

## Fordítás
- Ez a szócikk részben vagy egészben  a   Thegan of Trier című angol Wikipédia-szócikk ezen változatának fordításán alapul.  Az eredeti cikk szerkesztőit annak laptörténete sorolja fel. Ez a jelzés csupán a megfogalmazás eredetét és a szerzői jogokat jelzi, nem szolgál a cikkben szereplő információk forrásmegjelöléseként.